# Puchar Ameryki Północnej w bobslejach 2023/2024
Puchar Ameryki Północnej w bobslejach 2023/2024 – kolejna edycja tej imprezy. Cykl rozpoczął się 15 listopada 2023 r. w amerykańskim Lake Placid, a zakończył 10 marca 2024 r. również w tej samej miejscowości. Rozgrywane były cztery konkurencje: monobob kobiet, dwójki kobiet, dwójki mężczyzn oraz czwórki mężczyzn. Prowadzona była też klasyfikacja kombinacji, która łączy w sobie monobob i dwójki (kobiety) lub dwójki i czwórki (mężczyźni).

## Kalendarz Pucharu Ameryki Północnej
| Lp. | Data                        | Miejscowość | Konkurencja                   | 1. miejsce                                                                    | 2. miejsce                                                                                             | 3. miejsce                                                                                             |
| --- | --------------------------- | ----------- | ----------------------------- | ----------------------------------------------------------------------------- | --- | --- |
| 1.  | 15–19 listopada 2023        | Lake Placid | Monobob kobiet (15.11.2023)   | Breeana Walker                                                                | Kaysha Love                                                                                            | Melissa Lotholz                                                                                        |
| 1.  | 15–19 listopada 2023        | Lake Placid | Monobob kobiet (16.11.2023)   | Kaysha Love                                                                   | Melissa Lotholz                                                                                        | Lauren Brzozowski                                                                                      |
| 1.  | 15–19 listopada 2023        | Lake Placid | Dwójki kobiet (18.11.2023)    | Stany Zjednoczone Kaysha Love · Jestena Mattson                               | Kanada Melissa Lotholz · Alex Klein                                                                    | Stany Zjednoczone Riley Tejcek · Emily Renna                                                           |
| 1.  | 15–19 listopada 2023        | Lake Placid | Dwójki kobiet (19.11.2023)    | Stany Zjednoczone Kaysha Love · Azaria Hill                                   | Kanada Melissa Lotholz · Alex Klein                                                                    | Stany Zjednoczone Lauren Brzozowski · Macy Tarlton                                                     |
| 1.  | 15–19 listopada 2023        | Lake Placid | Dwójki mężczyzn (15.11.2023)  | Stany Zjednoczone Frank Del Duca · Joshua Williamson                          | Korea Południowa Kim Jin-su · Kim Sun-wook                                                             | Stany Zjednoczone Geoffrey Gadbois · Darius Joseph                                                     |
| 1.  | 15–19 listopada 2023        | Lake Placid | Dwójki mężczyzn (16.11.2023)  | Stany Zjednoczone Frank Del Duca · Manteo Mitchell                            | Korea Południowa Kim Jin-su · Chun Su-hyun                                                             | Stany Zjednoczone Geoffrey Gadbois · Carsten Vissering                                                 |
| 1.  | 15–19 listopada 2023        | Lake Placid | Czwórki mężczyzn (18.11.2023) | Kanada Pat Norton · William Ashley · Keaton Bruggeling · Davidson de Souza    | Stany Zjednoczone Kristopher Horn · David Simon · Jace Johnson · Adrian Adams                          | Stany Zjednoczone Geoffrey Gadbois · Collin Storms · Darius Joseph · Carsten Vissering                 |
| 1.  | 15–19 listopada 2023        | Lake Placid | Czwórki mężczyzn (19.11.2023) | Stany Zjednoczone Kristopher Horn · Jace Johnson · Adrian Adams · David Simon | Stany Zjednoczone Geoffrey Gadbois · Carsten Vissering · Darius Joseph · Collin Storms                 | Kanada Pat Norton · Keaton Bruggeling · Davidson de Souza · Shaq Murray-Lawrence                       |
| 2.  | 29 listopada–3 grudnia 2023 | Whistler    | Monobob kobiet (29.11.2023)   | Melissa Lotholz                                                               | Erica Voss                                                                                             | Viktória Čerňanská                                                                                     |
| 2.  | 29 listopada–3 grudnia 2023 | Whistler    | Monobob kobiet (30.11.2023)   | Melissa Lotholz                                                               | Viktória Čerňanská                                                                                     | Erica Voss                                                                                             |
| 2.  | 29 listopada–3 grudnia 2023 | Whistler    | Dwójki kobiet (02.12.2023)    | Słowacja Viktória Čerňanská · Lucia Mokrášová                                 | Kanada Eden Wilson · Leanna Garcia                                                                     | Stany Zjednoczone Sylvia Hoffman · Amoni Ashby                                                         |
| 2.  | 29 listopada–3 grudnia 2023 | Whistler    | Dwójki kobiet (03.12.2023)    | Kanada Melissa Lotholz · Alex Klein                                           | Kanada Mackenzie Stewart · Caelan Brown                                                                | Słowacja Viktória Čerňanská · Lucia Mokrášová                                                          |
| 2.  | 29 listopada–3 grudnia 2023 | Whistler    | Dwójki mężczyzn (29.11.2023)  | Kanada Carter Malyk · Sam Cuciz                                               | Korea Południowa Kim Jin-su · Kim Sun-wook                                                             | Kanada Taylor Austin · Shane Ohrt                                                                      |
| 2.  | 29 listopada–3 grudnia 2023 | Whistler    | Dwójki mężczyzn (30.11.2023)  | Kanada Carter Malyk · Sam Cuciz                                               | Stany Zjednoczone Kristopher Horn · Adrian Adams                                                       | Izrael Adam Edelman · Jason Dunn                                                                       |
| 2.  | 29 listopada–3 grudnia 2023 | Whistler    | Czwórki mężczyzn (02.12.2023) | Brak danych                                                                   | Brak danych                                                                                            | Brak danych                                                                                            |
| 2.  | 29 listopada–3 grudnia 2023 | Whistler    | Czwórki mężczyzn (03.12.2023) | Brak danych                                                                   | Brak danych                                                                                            | Brak danych                                                                                            |
| 3.  | 12–16 grudnia 2023          | Park City   | Monobob kobiet (12.12.2023)   | Melissa Lotholz                                                               | Lauren Brzozowski                                                                                      | Kristen Bujnowski                                                                                      |
| 3.  | 12–16 grudnia 2023          | Park City   | Monobob kobiet (13.12.2023)   | Kristen Bujnowski                                                             | Melissa Lotholz                                                                                        | Riley Tejcek                                                                                           |
| 3.  | 12–16 grudnia 2023          | Park City   | Dwójki kobiet (15.12.2023)    | Stany Zjednoczone Lauren Brzozowski · Sydney Milani                           | Kanada Melissa Lotholz · Alex Klein                                                                    | Korea Południowa Park In-young · Jeon Eun-ji                                                           |
| 3.  | 12–16 grudnia 2023          | Park City   | Dwójki kobiet (16.12.2023)    | Kanada Melissa Lotholz · Alex Klein                                           | Korea Południowa Park In-young · Jeon Eun-ji                                                           | Stany Zjednoczone Lauren Brzozowski · Sydney Milani                                                    |
| 3.  | 12–16 grudnia 2023          | Park City   | Dwójki mężczyzn (12.12.2023)  | Korea Południowa Kim Jin-su · Kim Sun-wook                                    | Kanada Pat Norton · Mike Evelyn                                                                        | Kanada Taylor Austin · Shane Ohrt                                                                      |
| 3.  | 12–16 grudnia 2023          | Park City   | Dwójki mężczyzn (13.12.2023)  | Kanada Pat Norton · Keaton Bruggeling                                         | Stany Zjednoczone Kristopher Horn · David Simon · Kanada Taylor Austin · Chris Ashley                  | — |
| 3.  | 12–16 grudnia 2023          | Park City   | Czwórki mężczyzn (15.12.2023) | Kanada Pat Norton · Mike Evelyn · Keaton Bruggeling · Shaq Murray-Lawrence    | Kanada Taylor Austin · Anthony Couturier · DeVaughn McEwan · Shane Ohrt                                | Korea Południowa Kim Jin-su · Lee Kyung-yeon · Kim Sun-wook · Kim Hyeong-geun                          |
| 3.  | 12–16 grudnia 2023          | Park City   | Czwórki mężczyzn (16.12.2023) | Kanada Pat Norton · Mike Evelyn · Keaton Bruggeling · Shaq Murray-Lawrence    | Kanada Taylor Austin · Anthony Couturier · DeVaughn McEwan · Shane Ohrt                                | Stany Zjednoczone Geoffrey Gadbois · Carsten Vissering · Bryce Cheek · Collin Storms                   |
| 4.  | 6–10 marca 2024             | Lake Placid | Monobob kobiet (06.03.2024)   | Melissa Lotholz                                                               | Kristen Bujnowski                                                                                      | Park In-young                                                                                          |
| 4.  | 6–10 marca 2024             | Lake Placid | Monobob kobiet (07.03.2024)   | Melissa Lotholz                                                               | Kristen Bujnowski                                                                                      | Park In-young                                                                                          |
| 4.  | 6–10 marca 2024             | Lake Placid | Dwójki kobiet (09.03.2024)    | Stany Zjednoczone Kaysha Love · Sydney Milani                                 | Korea Południowa Kim Yoo-ran · Park In-young                                                           | Kanada Melissa Lotholz · Alex Klein                                                                    |
| 4.  | 6–10 marca 2024             | Lake Placid | Dwójki kobiet (10.03.2024)    | Stany Zjednoczone Kaysha Love · Azaria Hill                                   | Francja Margot Boch · Noémie Desailly                                                                  | Korea Południowa Park In-young · Choi Si-yeon                                                          |
| 4.  | 6–10 marca 2024             | Lake Placid | Dwójki mężczyzn (06.03.2024)  | Korea Południowa Kim Jin-su · Kim Hyeong-geun                                 | Stany Zjednoczone Kristopher Horn · Joshua Williamson                                                  | Stany Zjednoczone Geoffrey Gadbois · Collin Storms                                                     |
| 4.  | 6–10 marca 2024             | Lake Placid | Dwójki mężczyzn (07.03.2024)  | Korea Południowa Kim Jin-su · Lee Kyung-yeon                                  | Stany Zjednoczone Kristopher Horn · Joshua Williamson                                                  | Stany Zjednoczone Geoffrey Gadbois · Collin Storms                                                     |
| 4.  | 6–10 marca 2024             | Lake Placid | Czwórki mężczyzn (09.03.2024) | Korea Południowa Suk Young-jin · Lee Kyung-yeon · Park Jong-hee · So Jae-hwan | Brazylia Edson Bindilatti · Gustavo dos Santos Ferreira · Erick Gilson Vianna Jerônimo · Edson Martins | Niemcy Maximilian Illmann · Hannes Schenk · Henrik Proske · Jörn Wenzel                                |
| 4.  | 6–10 marca 2024             | Lake Placid | Czwórki mężczyzn (10.03.2024) | Korea Południowa Kim Jin-su · Lee Kyung-yeon · Park Jong-hee · So Jae-hwan    | Stany Zjednoczone Kristopher Horn · Darius Joseph · Trevor Chase · Jace Johnson                        | Brazylia Edson Bindilatti · Gustavo dos Santos Ferreira · Erick Gilson Vianna Jerônimo · Edson Martins |

## Klasyfikacje

### Monobob kobiet
| Miejsce | Pilotka            | LPD | LPD | WHI | WHI | PCI | PCI | LPD | LPD | Punkty |
| ------- | ------------------ | --- | --- | --- | --- | --- | --- | --- | --- | ------ |
| 1.      | Melissa Lotholz    | 3   | 2   | 1   | 1   | 1   | 2   | 1   | 1   | 922    |
| 2.      | Erica Voss         | 8   | 10  | 2   | 3   | 7   | 4   | 4   | 5   | 732    |
| 3.      | Park In-young      | 9   | 7   | 7   | 5   | 4   | 8   | 3   | 3   | 716    |
| 4.      | Riley Tejcek       | 6   | 5   | 6   | 7   | 6   | 3   | 7   | 7   | 710    |
| 5.      | Kristen Bujnowski  | 11  | 8   | —   | 9   | 3   | 1   | 2   | 2   | 666    |
| 6.      | Lauren Brzozowski  | 4   | 3   | 9   | 6   | 2   | 6   | —   | —   | 560    |
| 7.      | Mackenzie Stewart  | —   | —   | 4   | 4   | 5   | 7   | 5   | 6   | 548    |
| 8.      | Sylvia Hoffman     | 5   | 4   | 8   | 8   | 8   | 5   | —   | —   | 520    |
| 9.      | Viktória Čerňanská | 7   | 6   | 3   | 2   | —   | —   | —   | —   | 384    |
| 10.     | Eden Wilson        | 10  | 9   | 5   | —   | —   | —   | —   | —   | 240    |

### Dwójki kobiet
| Miejsce | Pilotka            | LPD | LPD | WHI | WHI | PCI | PCI | LPD | LPD | Punkty |
| ------- | ------------------ | --- | --- | --- | --- | --- | --- | --- | --- | ------ |
| 1.      | Melissa Lotholz    | 2   | 2   | 5   | 1   | 2   | 1   | 3   | DNS | 764    |
| 2.      | Sylvia Hoffman     | 5   | 5   | 3   | 6   | 5   | 6   | 6   | 5   | 734    |
| 3.      | Lauren Brzozowski  | 4   | 3   | 6   | 5   | 1   | 3   | —   | —   | 600    |
| 4.      | Erica Voss         | 6   | 9   | DSQ | 4   | 8   | 7   | 7   | 7   | 592    |
| 5.      | Riley Tejcek       | 3   | 4   | DSQ | DNS | 7   | 4   | 5   | 4   | 566    |
| 6.      | Mackenzie Stewart  | 7   | 8   | —   | 2   | 6   | —   | 9   | 8   | 518    |
| 7.      | Kristen Bujnowski  | 8   | —   | 4   | —   | 4   | 8   | 10  | 9   | 500    |
| 8.      | Kaysha Love        | 1   | 1   | —   | —   | —   | —   | 1   | 1   | 480    |
| 9.      | Park In-young      | —   | —   | —   | —   | 3   | 2   | DNS | 3   | 314    |
| 10.     | Viktória Čerňanská | DSQ | 6   | 1   | 3   | —   | —   | —   | —   | 310    |

### Kombinacja kobiet
| Miejsce | Pilotka            | Punkty |
| ------- | ------------------ | ------ |
| 1.      | Melissa Lotholz    | 1686   |
| 2.      | Erica Voss         | 1324   |
| 3.      | Riley Tejcek       | 1276   |
| 4.      | Sylvia Hoffman     | 1254   |
| 5.      | Kristen Bujnowski  | 1166   |
| 6.      | Lauren Brzozowski  | 1160   |
| 7.      | Mackenzie Stewart  | 1066   |
| 8.      | Park In-young      | 1030   |
| 9.      | Kaysha Love        | 710    |
| 10.     | Viktória Čerňanská | 694    |

### Dwójki mężczyzn
| Miejsce | Pilot            | LPD | LPD | WHI | WHI | PCI | PCI | LPD | LPD | Punkty |
| ------- | ---------------- | --- | --- | --- | --- | --- | --- | --- | --- | ------ |
| 1.      | Kristopher Horn  | 4   | 4   | 4   | 2   | 4   | 2   | 2   | 2   | 824    |
| 2.      | Kim Jin-su       | 2   | 2   | 2   | DNS | 1   | 5   | 1   | 1   | 782    |
| 3.      | Adam Edelman     | 7   | 6   | 9   | 3   | 6   | 7   | 11  | 11  | 658    |
| 4.      | Pat Norton       | 5   | 5   | DNS | DNS | 2   | 1   | 7   | 6   | 586    |
| 5.      | Geoffrey Gadbois | 3   | 3   | —   | —   | DSQ | 4   | 3   | 3   | 504    |
| 6.      | Cam Scott        | 8   | 7   | 5   | 7   | 10  | 8   | —   | —   | 492    |
| 7.      | Kim Hyeong-geun  | 6   | DNF | 7   | 6   | 5   | 6   | —   | —   | 440    |
| 8.      | Taylor Austin    | —   | —   | 3   | 4   | 3   | 2   | —   | —   | 410    |
| 9.      | Grady Mercer     | —   | 8   | —   | —   | 8   | 9   | 10  | 9   | 384    |
| 10.     | Shane Fisher     | 9   | —   | —   | —   | 12  | 13  | 8   | 10  | 352    |

### Czwórki mężczyzn
| Miejsce | Pilot              | LPD | LPD | PCI | PCI | LPD | LPD | Punkty |
| ------- | ------------------ | --- | --- | --- | --- | --- | --- | ------ |
| 1.      | Kristopher Horn    | 2   | 1   | 5   | 4   | 6   | 2   | 386    |
| 2.      | Geoffrey Gadbois   | 3   | 2   | 4   | 3   | 5   | 5   | 382    |
| 3.      | Pat Norton         | 1   | 3   | 1   | 1   | 4   | DNF | 336    |
| 4.      | Kim Jin-su         | 4   | 4   | 3   | 5   | DNS | 1   | 314    |
| 5.      | Taylor Austin      | —   | —   | 2   | 2   | —   | —   | 220    |
| 6.      | Edson Bindilatti   | —   | —   | —   | —   | 2   | 3   | 212    |
| 7.      | Maximilian Illmann | —   | —   | —   | —   | 3   | 4   | 198    |
| 8.      | Adam Edelman       | —   | —   | 6   | 6   | —   | —   | 176    |
| 9.      | Boris Vain         | —   | —   | —   | —   | 7   | 7   | 168    |
| 10.     | Suk Young-jin      | —   | —   | —   | —   | 1   | DNS | 120    |

### Kombinacja mężczyzn
| Miejsce | Pilot              | Punkty |
| ------- | ------------------ | ------ |
| 1.      | Kristopher Horn    | 1210   |
| 2.      | Kim Jin-su         | 1096   |
| 3.      | Pat Norton         | 922    |
| 4.      | Geoffrey Gadbois   | 886    |
| 5.      | Adam Edelman       | 834    |
| 6.      | Taylor Austin      | 630    |
| 7.      | Edson Bindilatti   | 396    |
| 8.      | Jay Dearborn       | 368    |
| 9.      | Maximilian Illmann | 358    |
| 10.     | Suk Young-jin      | 312    |